# 2006 HG123
2006 HG123, também escrito como 2006 HG123, é um objeto transnetuniano que está localizado no Cinturão de Kuiper, uma região do Sistema Solar. Este corpo celeste é classificado como um provável plutino, pois, o mesmo está em uma ressonância orbital de 2:3 com o planeta Netuno. Ele possui uma magnitude absoluta de 7,5 e tem um diâmetro estimado com 139 km.

## Descoberta
2006 HG123 foi descoberto no dia 26 de abril de 2006 pelo astrônomo Marc W. Buie.

## Órbita
A órbita de 2006 HG123 tem uma excentricidade de 0,081 e possui um semieixo maior de 39,514 UA. O seu periélio leva o mesmo a uma distância de 36,299 UA em relação ao Sol e seu afélio a 42,729 UA.